# NIIT
NIIT là một Công ty đào tạo và giáo dục toàn cầu ở Ấn Độ, cung cấp dịch vụ giáo dục và đào tạo trong lĩnh vực công nghệ thông tin, tư vấn giải pháp công nghệ.

## Lịch sử
Công ty được Rajendra S. Pawar và Vijay K. Thadani thành lập năm 1981. Hiện nay NIIT có liên doanh với nhiều đối tác trong và ngoài nước, trong đó có Việt Nam.
năm 1982 nó thiết lập các trung tâm giáo dục ở Mumbai, Delhi, sau đó nó lan rộng tại phần phía nam của Ấn Độ đặc biệt tại. Trong những năm sau đó ghi các chương trình đào tạo của công ty. Nó được xếp trong top 20 cơ sở đào tạo CNTT và phân loại các dịch vụ thương hiệu đáng tin cậy nhất của Ấn Độ.

## Thành tựu
NIIT Limited trung tâm giáo dục được tìm thấy ở trên 40 quốc gia và cung cấp cho cả lớp học và học tập trên mạng, giải pháp. NIIT Limited đã được công nhận là một trong những lớn nhất của cơ sở đào tạo CNTT tại châu Á, với hơn 100 trung tâm giáo dục thành lập ở Trung Quốc và các phần khác của châu Á-Thái Bình Dương. NIIT và các công ty con của mình hàng năm doanh thu của 11.486 triệu INR vào năm 2009. Sau hơn 28 năm hoạt động tại 44 quốc gia, NIIT đã & đang đào tạo hơn 4 triệu học viên trên toàn cầu và họ hiện đang làm việc cho các tập đoàn hàng đầu thế giới: Sun Microsystems, Merryll Lynch, Hewlett Packard, Microsoft, IBM, Citibank...
Tại Châu Á, NIIT là Học viện đầu tiên và duy nhất trong 5 năm liên tiếp được IDC xếp hạng một trong 20 Học viện Đào tạo Công nghệ thông tin hàng đầu thế giới. NIIT cũng được đưa vào danh sách "500 Superbrands" (Nhãn hiệu mạnh) do Hội đồng Superbrands bình chọn từ năm 2003.
- Một trong "20 Học viện CNTT hàng đầu thế giới" (IDC 2001 – 2007).
- Học viện CNTT Số 1 tại Ấn Độ và Châu Á (Computer Today 2001 – 2007).
- Đạt chứng chỉ ISO 9001 và 2 chứng nhận SEI-CMM Level 5 (mức cao nhất).
- Đối tác Đào tạo Tốt nhất "Best Training Parter" của Microsoft 5 năm liền (Microsoft 2003 – 2007).
- Sự lựa chọn Đầu tiên của Nhà tuyển dụng "First Choice of Recruiters" (Data Quest).
- [www.netvarsity.com] - Cổng đào tạo trực tuyến tốt nhất "Best e-Learning Portal" (Digital Web Awards 2001 – 2002, 2006 - 2007).
- Được chọn vào danh sách 500 thương hiệu mạng hàng đầu thế giới (Super Brands 500) từ năm 2003.
- Được bình chọn là 01 trong 05 đơn vị đào tạo CNTT hàng đầu Việt Nam năm 2008.
- Năm 2009, lần thứ 04 liên tiếp NIIT đạt danh hiệu cúp vàng CNTT và 02 năm liền đạt danh hiệu Đơn vị Đào tạo CNTT hàng đầu.

## NIIT Technologies
NIIT Technologies (BSE: 532.541) là một giải pháp CNTT toàn cầu tổ chức có trụ sở tại New Delhi, Ấn Độ. Nó được thành lập năm 2004 được phân ra bởi NIIT Limited. Theo NASSCOM công nghệ NIIT Ấn Độ được xếp hạng trong top 20 nước xuất khẩu dịch vụ phần mềm IT. Nó sau tiêu chuẩn toàn cầu của phát triển, bao gồm tiêu chuẩn ISO 9001:2000 chứng nhận, đánh giá tại tầng 5 của phiên bản SEI-CMM cả 1,2-CMM và nhân dân các khuôn khổ và ISO 27001 an ninh thông tin quản lý chứng nhận. Được các trung tâm dữ liệu quốc tế đánh giá ISO 20.000 tiêu chuẩn quản lý IT. NIIT Technologies đã liên minh với tập đoàn toàn cầu CNTT như Computer Associates, IBM, Microsoft, Metalogic, SAP AG, Cisco Systems, Oracle Corporation và Seec. Hiện nay NIIT technologies có liên quan đến bốn lĩnh vực: bảo trì và phát triển, giải pháp quản lý kiến thức, giải pháp và hội nhập doanh nghiệp Công ty đã được phục vụ cho các ngành công nghiệp được lựa chọn như:
- Ngân hàng
- Dịch vụ tài chính và bảo hiểm (BFSI)
- Giao thông vận tải và hậu cần (TTL)
- Du lịch và giao thông vận tải
- Bán lẻ và quản lý

## Hoạt động ở Việt Nam
NIIT hoạt động ở Việt Nam từ năm 2001 và đang có 27 trung tâm đào tạo cử nhân công nghệ thông tin (MasterMind) trên khắp đất nước. Các trung tâm NIIT ở Việt Nam đang có hơn 6.000 học viên theo học và đã đào tạo hơn 20.000 học viên hiện đang hoạt động trong nhiều lĩnh vực.

## Chặng đường phát triển
- 1981: NIIT được thành lập bởi Rajendra S. Pawar và Vijay K. Thadani để phục vụ giáo dục và đào tạo CNTT tại Ấn Độ.
- 1982: Thiết lập các trung tâm giáo dục tại Mumbai và Chennai.
- 1982: Được giới thiệu đa phương tiện công nghệ trong giáo dục.
- 1983: Doanh nghiệp giới thiệu chương trình đào tạo.
- 1983: Thiết lập trung tâm giáo dục ở Bangalore.
- 1984: CNTT tư vấn dịch vụ.
- 1985: Trụ sở tích hợp trong New Delhi.
- 1986: Phần mềm phân phối sản phẩm bắt đầu theo "thương hiệu" Insoft.
- 1987: Thiết lập trung tâm giáo dục tại Kolkata và Hyderabad.
- 1987: Nhượng quyền thương mại Mô hình giáo dục.
- 1989: Tiến sĩ CR Mitra một sinh viên của MIT đã tham gia cố vấn giáo dục NIIT như đã nêu và tạo ra chương trình "GNIIT".
- 1989: Trung tâm giáo dục mở Pune.
- 1991: Thiết lập văn phòng ở nước ngoài đầu tiên tại Hoa Kỳ.
- 1991: "Học bổng Bhavishya Jyoti" đưa ra cho các sinh viên có công và xã hội thách thức.
- 1992: Chương trình GNIIT bắt đầu với thực hiện chuyên nghiệp.
- 1993: Năm 1993: Nhận ISO 9001 xuất khẩu phần mềm.
- 1993: Doanh thu quốc tế đạt khoảng 50 triệu INR
- 1993: NIIT trở thành công ty được liệt kê và đưa ra là một IPO thành công.
- 1995: Microsoft trở thành đối tác với NIIT để cung cấp giáo dục công nghệ Microsoft.
- 1995: Doanh thu vượt 1 tỉ INR
- 1996: Trung tâm giáo dục ở nước ngoài đầu tiên đưa ra.
- 1996: Phát động "NetVarsity", Đại học từ xa.
- 1996: Được trao ISO 9001 cho Giáo dục Máy tính.
- 1997: NIIT trở thành công ty kinh tế thế giới trong diễn đàn tăng trưởng toàn cầu.
- 1997: NIIT hợp tác với chính phủ Trung Quốc để cung cấp CNTT giáo dục ở Trung Quốc.
- 1997: NIIT là công ty Ấn Độ thứ hai sau khi HCL Technologies đã cấp quyển đặc biệt ở Malaysia Multimedia Super Corridor.
- 1997: NIIT cấp học bổng cho học viên có khó khăn về kinh tế.
- 1997: NIIT được đứng danh sách của các công ty toàn cầu.
- 1997: Trung tâm giáo dục vượt qua 500 điểm.
- 1997: NIIT trở thành thành viên diễn đàn Kinh tế Thế giới, công ty độ tăng trưởng toàn cầu.
- 1998: Trở thành công ty có vốn và giá trị thương hiệu trên 1 tỉ USD.
- 1999: NIIT là đối tác đào tạo tốt nhất của Microsoft ở châu Á.
- 1999: NIIT và các chi nhánh doanh thu toàn cầu đạt 8.8 tỉ INR.
- 2000: Trung tâm giáo dục vượt qua 2.000 điểm.
- 2000: Tổng công ty Oracle đã trở thành đối tác độc quyền với NIIT Ltd để cung cấp giáo dục đặc biệt về công nghệ Oracle vào Oracle Database.
- 2000: NIIT có vốn đầu tư vào một hệ thống OneWeb căn cứ Mỹ.
- 2000: NIIT ltd hợp tác với Sun Microsystems vào "sáng kiến iForce trên máy tính khổng lồ".
- 2000: NIIT kiến thức sản phẩm được chế tạo cho Macmillan Mỹ 10,6 triệu USD.
- 2001: NIIT-up quan hệ với Citibank và Tổng công ty Tài chính quốc tế để cung cấp cho sinh viên vay vốn đối với tầng lớp trung lưu và tầng lớp trung lưu gia đình thấp hơn.
- 2001: Microsoft trao NIIT là "Công ty Đào tạo tốt nhất, giải thưởng".
- 2001: NIIT và Mahindra & Mahindra Limited đã được ra khỏi Bombay Stock Exchange.
- 2002: NIIT Ltd quan hệ với Hoa Kỳ dựa trên dịch vụ giáo dục IT cung cấp bốn năm cử nhân cho sinh viên Ấn Độ.
- 2002: NIIT đã mở 15 trung tâm đào tạo Thông tin mới công nghệ ở Trung Quốc mà có thể phục vụ-EBD đào tạo.
- 2004: NIIT Technologies bắt đầu cung cấp hệ thống thông tin địa lý (GIS) cho các khách hàng.
- 2004: NIIT và hãng sản xuất chip lớn nhất thế giới Intel đã ký kết một hợp đồng sử dụng sự trợ giúp của công nghệ học tập trong trường học.
- 2005: Đức dựa trên công ty phần mềm SAP AG và NIIT Technologies gắn lên để thực hiện dự án phần mềm cho chính phủ và các ngành công cộng.
- 2005: Intel và NIIT ltd tham gia cùng nhau để đào tạo phần mềm chuyên nghiệp trên kiến trúc Intel.
- 2006: Sun Microsystems cùng NIIT đào tạo chuyên ngành cho sinh viên trong nền tảng lập trình như Java và Solaris.
- 2006: Ra mắt của Viện mới gọi là NIIT Imperia mà sẽ cung cấp ba chương trình cấp chứng chỉ của Viện Quản lý Ấn Độ.
- 2006: NIIT có nhiều triệu đô la của dự án quan hệ đối tác với Singapore Quốc phòng Khoa học và Công nghệ Cơ quan (DSTA) để cung cấp outsourcing phát triển Chính phủ Singapore.
- 2008: NIIT Ltd nhập vào Liên minh với Ấn Độ Pvt Ltd Infospectrum để phục vụ nghiên cứu và Giáo dục (ERP) lệ phí cầu đường trường của mình giải pháp với giải pháp học tập.
- 2008: NIIT mua lại cổ phần trong Công ty TNHH Dịch vụ Evolv, một lãnh đạo tiếng Anh giao tiếp, kỹ năng mềm, đào tạo và đánh giá công ty ở Ấn Độ.
- 2009: Năm 2009 NIIT bắt đầu " Đại học NIIT" trong khuôn viên Neemrana, Rajasthan cung cấp mức độ tốt nghiệp các khóa học bài nhiều hơn nữa.
- 2009: Trung Quốc xã hội của Chiến lược phát triển giáo dục (CSEDS) trao tặng cho CNTT NIIT Ltd Đào tạo thương hiệu ở Trung Quốc.